# Zagubieni w miłości
Zagubieni w miłości (fr. Persécution) – francusko-niemiecki melodramat z 2009 roku w reżyserii Patrice’a Chéreau.

## Opis fabuły
Daniel (Romain Duris) przeżywa kryzys w związku ze swoją dziewczyną Sonią (Charlotte Gainsbourg). Ich stosunek do siebie jest coraz bardziej chłodny. Dodatkowo Danielowi wyznaje miłość 50-letni mężczyzna.

## Obsada
- Charlotte Gainsbourg jako Sonia
- Jean-Hugues Anglade jako Wykolejeniec
- Romain Duris jako Daniel
- Alex Descas
- Tsilla Chelton
- Gilles Cohen
- Michel Duchaussoy
- Xavier Robic

## Nagrody
35. ceremonia wręczenia Cezarów
- nominacja: najlepszy aktor drugoplanowy − Jean-Hugues Anglade

Złoty Lew
- nominacja: udział w konkursie głównym − Patrice Chéreau